# Isles of Shoals
Isles of Shoals forment un groupe de petites îles et de hauts-fonds situées à environ 10 km de la côte est des États-Unis, à cheval sur la frontière des États du Maine et du New Hampshire.

## Histoire
Certaines îles ont été utilisées par les peuples autochtones pour la pêche saisonnière et ont été colonisées par les Européens au début du 17e siècle. Elles sont devenues l'une des nombreuses zones de pêche des jeunes colonies britanniques et françaises. Les îles de Shoals ont été nommées par l'explorateur anglais, le capitaine John Smith de Jamestown, après les avoir vues en 1614. Le premier débarquement enregistré d'un Anglais fut celui du capitaine de l'explorateur Christopher Levett (en) dont les 300 pêcheurs sur six navires découvrirent que les îles de Shoals étaient en grande partie abandonné en 1623.

## Les îles du Maine
- Appledore : Elle est la plus grande île, avec 38 hectares. Anciennement connue sous le nom d'île Hog, et auparavant l'île Farm, elle se situe à environ 0,8 km d'est en ouest et à 1,0 km du nord au sud. Elle abritait un grand hôtel, The Appledore House, au XIXe siècle. Construit en 1847 et ouvert l'année suivante, l'hôtel a été détruit par un incendie en 1914. L’île est aujourd’hui le lieu d’exploitation du Shoals Marine Laboratory (en), géré conjointement par l’Université Cornell et l’Université du New Hampshire.

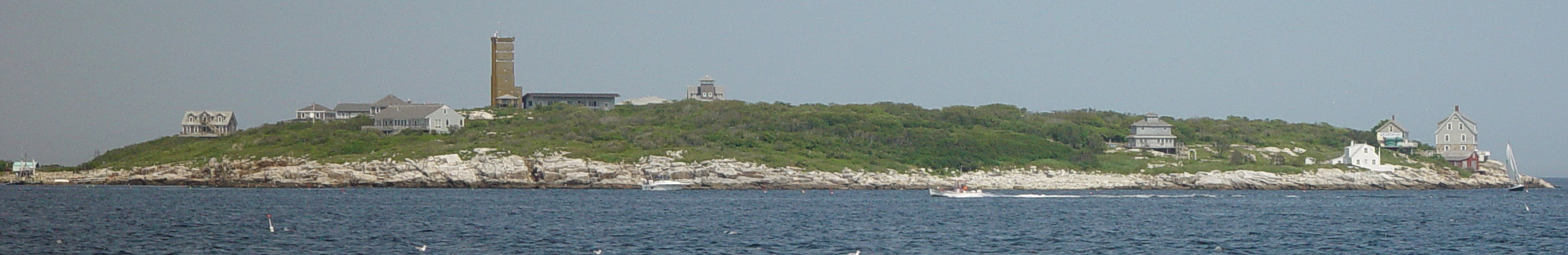
Appledore

- Smuttynose : Elle est la troisième plus grande île du groupe avec 10 hectares. Il y a deux petites maisons sur l'île. L'une d'entre elles, la maison Samuel Haley, était autrefois considéré comme la structure la plus ancienne du Maine. L'île n'est plus peuplée aujourd'hui.

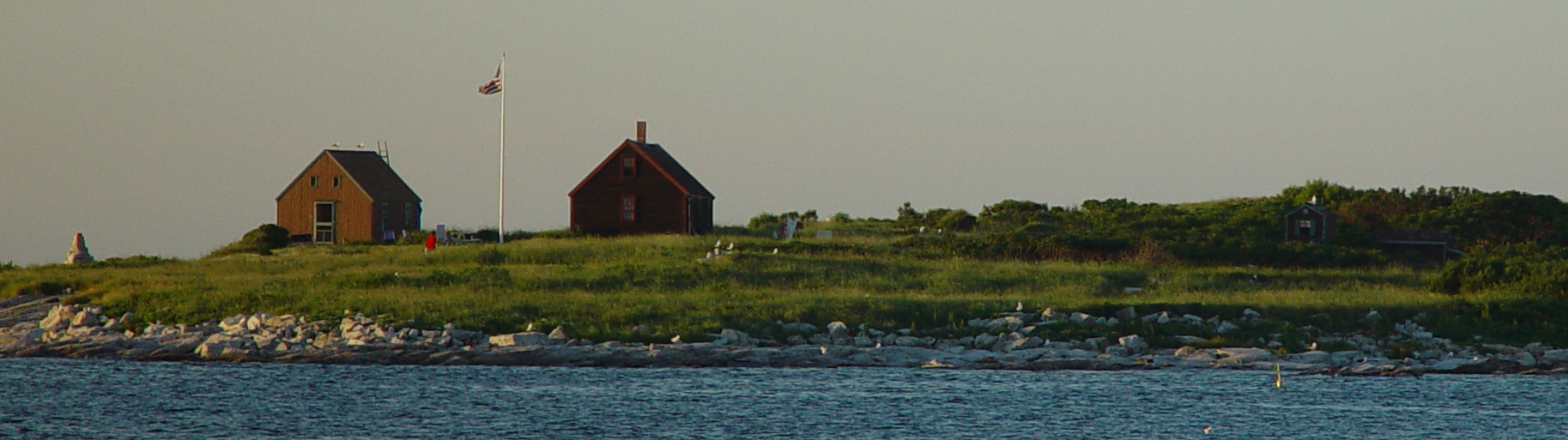
Smuttynose

- Malaga : C'est une petite île située juste à l'ouest de Smuttynose, reliée à celle-ci par un brise-lames . Ce brise-lames a été construit vers 1820 par le capitaine Samuel Haley.

- Duck et Cedar : l'île Duck se situe à environ 1,6 km au nord et était autrefois un lieu de bombardement pour l'US Navy. Elle a été vendue et transféré à l'United States Fish and Wildlife Service en 2003. Il est conservé comme une aire protégée pour une colonie de phoques et n'a jamais connue de population humaine. L'île Cedar est reliée par des digues à Smuttynose et à Star et appartient à des intérêts privés.

## Les îles du New Hampshire

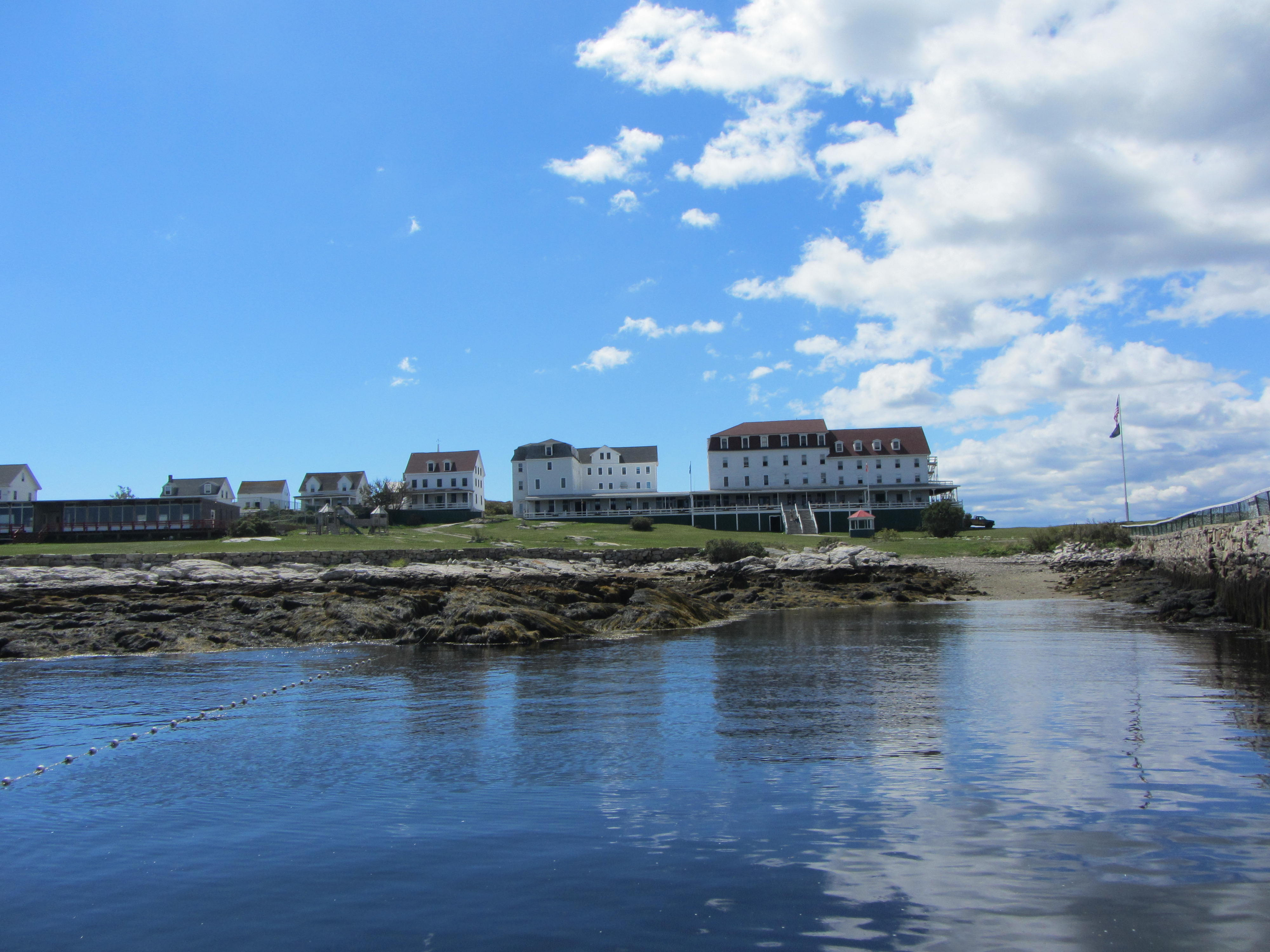
Star

- Star : Elle est la deuxième île du groupe avec 19 hectares. Elle est la seule île desservie par un bateau commercial du continent, à partir de Rye. Il s’agit d’un centre de conférence religieux et éducatif, propriété de la Star Island Corporation, affiliée à l’Association universaliste unitarienne et à l’Église universaliste. Pendant l’été, l’île accueille un certain nombre de conférences d’une semaine et plus courtes qui font appel à l’Oceanic Hotel, à la Gosport House, à la chapelle vieille de 150 ans et à plusieurs bâtiments datant du village d’origine. Les visiteurs à court terme sont également les bienvenus, bien que cela puisse dépendre de l’horaire des bateaux. C'est également une destination populaire pour les voiliers souhaitant passer la nuit dans le port de Gosport.

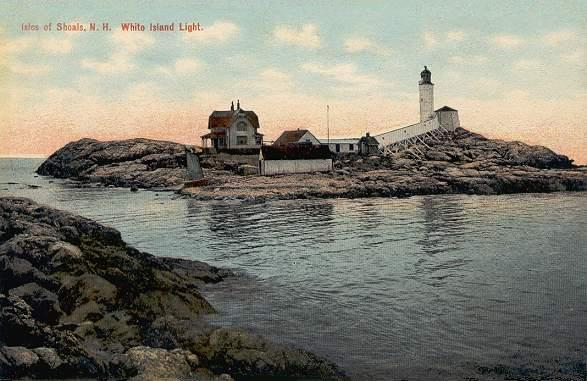
Phare de White

- White et Seavey : Elles sont situées à l'extrémité sud du groupe. À marée basse, les deux îles sont reliées par un pont terrestre. White abrite l'un des deux phares de la côte du New Hampshire, désormais automatisées. Le phare et les bâtiments associés appartiennent maintenant à l'État du New Hampshire. L'île abrite une station météorologique côtière qui enregistre fréquemment des vents violents provoqués par des ouragans provenant de tempêtes côtières de nord-est en hiver, en raison de la nature exposée de l'île. Seavey a été le site d'un projet de restauration d'une colonie de sternes mené par la société nationale Audubon du New Hampshire ces dernières années.

- Lunging : Anciennement sous le nom de Londoner's Island, elle était le site d’un ancien poste de traite pour la morue. Aujourd'hui, l'île est une propriété privée.